# 숲이 그린 집
《숲이 그린 집》은 토요일 저녁 8시 5분 부터 8시 55분까지 EBS 1TV에서 방송하는 교양 프로그램이다.